# Plišani medo
Plišani medo je popularna dječja igračka, izrađena od pliša ili drugog tekstila i punjena krpom, stiroporom ili nekim drugim sličnim punilom. Igračka je postala popularna početkom 20. stoljeća u Americi, nakon što je jedna tvornica igračaka počela proizvoditi plišane medvjediće, a ime u engleskom, "Teddy bear", nadjenuli su im prema američkom predsjedniku Theodoreu Rooseveltu, uz kojeg se povezivala anegdota da je u lovu poštedio mladunče medvjeda.
Kolekcionarstvo plišanih medvjedića naziva se arktofilija.